# 溫濡
温濡，字化伯，山東登州府招遠縣人，明朝政治人物。

## 生平
正德九年（1514年）甲戌科进士，正德十二年（1517年）任吳江縣知縣，升戶部主事。升任山西按察司佥事，嘉靖八年從都御史常道剿潞州青羊山贼，嘉靖十三年（1534年）六月升陕西布政司右参议。